# Refuge de la Dent d’Oche
Das Refuge de la Dent d’Oche ist eine Schutzhütte der Sektion Léman des Club Alpin Français in den französischen Alpen. Es liegt im Département Haute-Savoie in der Region Auvergne-Rhône-Alpes auf dem Gemeindegebiet von Bernex unterhalb der Dent d’Oche.

## Geschichte
Die Hütte wurde 1913 nach einer Anerkennung im Jahr 1910 durch eine Gruppe des Club Alpin Français errichtet. Sie wurde 1914 eingeweiht. Die aktuelle Lage wurde gewählt, weil die Hütte dort von den meisten Ufern des Genfersees aus sichtbar ist, von Nyon bis Évian-les-Bains.

## Beschreibung
Während der Bewartungszeit der Hütte, üblicherweise in den Sommermonaten, werden warme Mahlzeiten angeboten. Bei unsicheren Verhältnissen ist die Schutzhütte geschlossen.

## Zugang
Das Refuge Dent d’Oche ist von Bernex aus über den Parkplatz Fétiuère zu erreichen, der sich auf 1206 m Höhe befindet. Der Aufstieg dauert rund drei Stunden.